# 吳長慶
吳長慶（1829年—1884年7月13日），字筱軒，安徽廬州府廬江縣人，清朝淮軍將領。

## 生平
吳長慶之父吳廷香，為廬江士紳，耗盡銀錢辦理團練，抵抗太平軍，吳廷香危急時，派遣長慶向袁甲三借兵，袁甲三幕府中，袁保恆主張不救，袁保慶則表示唇亡齒寒，願意提兵前去，但尚未發兵，吳廷香已陣亡殉國，長慶從此與袁保慶立誓換帖，義結金蘭。
朝廷以吳廷香捨身取義之事，賜封雲騎尉，以長慶襲職，長慶追隨李鴻章鎮壓太平天國，官至浙江提督，山東軍務幫辦，兼掌登州防務。
吳長慶在登州時，納袁保慶之子袁世凱於幕府，袁世凱年僅二十三歲，任營務處會辦。長慶為人寬和慈愛，犯事士卒皆以訓誨教之，袁世凱頗以為「過柔」，故請命，犯事者皆「軍法從事」，以肅軍風，從此軍中頗定。長慶稱袁世凱為「能將」，其間屢屢提拔，是袁世凱的恩師。
平定壬午兵變。1884年撤防至金州，病逝，諡武壯。

## 家族
子吳保初，為維新四公子之一。
從弟吳長純，北洋新軍將領。